# Sebastian Lăzăroiu
Sebastian-Laurențiu Lăzăroiu (n. 20 martie 1970, Comănești, România) este scriitor, sociolog și politolog român, fost consilier prezidențial, care a deținut și funcția de ministru al muncii în Guvernul Emil Boc. Anterior a mai fost consilier prezidențial la Departamentul Planificare și Analiză Politică al Administrației Prezidențiale.

## Biografie
Sebastian-Laurențiu Lăzăroiu s-a născut la data de 20 martie 1970, în orașul Comănești (județul Bacău). Pentru 3 ani a urmat cursurile Facultății de Matematică și apoi pe cele ale Facultății de Sociologie la Universitatea din București. A absolvit în anul 1996 cursurile Facultății de Sociologie din cadrul Universității București, urmând apoi și un masterat în politologie la aceeași facultate (1997). 
Încă din facultate a lucrat ca director de cercetare la GISO (1995-1996), activând apoi ca expert parlamentar la Senatul României (1997), cercetător la CURS (1997-1999), director de cercetare la CSOP/TNS (1999-2000) și director general la Centrul de Sociologie Urbană și Regională - CURS SA (2002-2007).
A participat pe post de expert, consultant sau director de proiect la numeroase programe de cercetare a traficului de ființe umane, a migrației internaționale, în realizarea de sondaje de opinie din campaniile electorale și măsurarea audienței TV, precum și coordonator de proiecte de dezvoltare comunitară.
În paralel cu activitatea de cercetare, a activat ca lector universitar la Facultatea de Științe Politice din cadrul SNSPA (2000-2006), profesor asociat la Programul de master în comunicare politică de la Facultatea de Comunicare și Relații Publice, SNSPA (din 2003), precum și profesor asociat la Programul de master în marketing și sondaje de opinie de la Facultatea de Sociologie (din 2004). Este membru al Asociației Române de Sociologie și al SORMA, organizație profesională a cercetătorilor din domeniul marketingului și sondajelor de opinie. 
Începând din iunie 2012 este iar consilier prezidențial la Departamentul Planificare și Analiză Politică al Administrației Prezidențiale până în februarie 2014. Înainte a fost director al Trustului de presă al Universitații Spiru Haret și  în perioada iunie-septembrie  2011 a fost ministrul muncii al guvernului Boc (2), iar anterior - din anul 2007 a îndeplinit funcția de consilier prezidențial la Departamentul Planificare și Analiză Politică al Administrației Prezidențiale (s-a retras de la Presedintie incepand cu 1 mai 2011).
După o pauză de apariții publice, din 2017 până în 2020, Sebastian Lăzăroiu se consacră literaturii de ficțiune. În cei cinci ani publică cinci romane: primele trei la Editura Polirom și următoarele două la Editura Univers.

## Activitate publicistică
Sebastian Lăzăroiu a publicat, ca autor sau coautor, mai multe cărți în domeniul sociologiei, dar, in ultima perioadă, s-a remarcat și ca autor de ficțiune. 
Iată căteva titluri din domeniul sociologiei dintre care menționăm următoarele:
- Caiet metodologic. Sondajele de opinie (Ed. Paidea PH-Bucharest, 1997) - coautor;
- Post-communist transformations in Romania and their effects on migration behavior and ideology în Wilfried Heller (ed.) - "Romania: Migration, Social-Economic Transformation and Perspectives of Regional Behavior" (München: Südosteuropa-Gesellschaft, 1998);
- Fețele schimbării. Românii și provocările tranziției (Ed. Nemira, București, 1999) - coautor;
- Dezvoltare comunitară și sărăcie” Studii de caz și harta dezvoltării comunitare” (UNDP, 1999) - coautor;
- National Strategy of Human Resources Development (European Training Foundation, National Observatory Romania, Bucharest, 1999) - coautor;
- Comișani-o comunitate cu două fațete în Elena Zamfir, Marian Preda (ed.) - "Diagnoza problemelor sociale comunitare" (Ed. Expert, București, 2000) - coautor;
- Le trafique humain a travers et a partir de la Roumanie vers les Balkan în Dana Diminescu (ed.) - "Visibles et peu nombreux, les circulations migratoires roumaines apres 1989" (Editions de la Maison des Sciences de l'Homme a Paris, 2003);
- A Guide to Understanding Public Opinion Research (International Republican Institute, 2003);
- More 'Out' than 'In' at the Crossroads between Europe and the Balkans. Migration trends in Selected EU Applicant Countries (vol. IV. IOM Vienna, 2004);
- Who's the Next Victim? Vulnerability of Young Romanian Women to Trafficking in Human Beings (IOM Bucharest, 2004) - coautor;
- EU-Enlargement, Migration and Trafficking in Women: The Case of South Eastern Europe (Hamburg Institute of International Economics, 2004) - coautor;
- Europa Allargamento a Est e immigrazione (Caritas Italiana, Roma, 2004) - coautor;
- Have we really lost in Romania? în "Why we lost?" (International Republican Institute, Bratislava, 2005 - 2007);
- Orange turns blue - blue turns orange. How evening voters changed Romania în "Issues in modern campaigns" (International Republican Institute, Bratislava, 2006).

De asemenea, este autorul mai multor articole publicate în cotidiane din România, precum și în reviste de specialitate din țară și din străinătate.

## Puncte de vedere
Înainte de a fi numit ministru al muncii în iunie 2011, Sebastian Lăzăroiu a prezentat un studiu intitulat „Demografia iubirii”, în  care atrăgea atenția asupra riscului unei „revoluții sexuale” care s-ar putea produce peste opt ani, din cauza deficitului de femei, aflate la vârsta căsătoriei. Una dintre soluțiile indicate viza legalizarea prostituției, variantă care a fost avansată și de comisia prezidențială pentru politici sociale.